# Такахаси, Минами
Мина́ми Такаха́си (яп. 高橋みなみ Такахаси Минами, род. 8 апреля 1991 года в префектуре Токио) — японский идол, певица и актриса, одна из ведущих участниц японской поп-группы AKB48, капитан команды A. Одна из первых участниц AKB48, была в числе 24 девушек, отобранных из 7924 претенденток по результатам прослушивания 2005 года.

## Биография
В 2005 году успешно прошла прослушивание в AKB48. (Приняты 24 девушки из 7924 претенденток.)
25 октября 2006 года дебютировала на мэйджоре в составе AKB48 с синглом «Aitakatta».
В сентябре 2008 года анонсирован её дебют вместе с Харуной Кодзимой и Минами Минэгиси в составе группы No Sleeves.
10 октября 2008 на TV Tokyo начался показ сериала Mendol: ikemen idol, в котором Харуна Кодзима, Минами Такахаси и Минами Минэгиси играли мальчиков.
11 ноября 2008 года No Sleeves выпустили 1-й сингл «Relax!» (яп.).
В состоявшемся в июне-июле 2009 года отборе участниц 13-го сингла заняла 6-е место.
В июне 2010 года заняла 6 место в отборе для участия в 17-м сингле («Heavy Rotation»), получив 17 787 голосов.
Дружит с японской сэйю и певицей Наной Мидзуки.
В декабре 2018 года раскрылось, что Минами Такахаси замужем за работником ИТ-компании. Официальное заявление о замужестве было выпущено лишь 1 мая 2019 года.

## Дискография

### Сольные синглы
| № | Название   | Дата выпуска  | Наив. позиция               | Наив. позиция           | Наив. позиция |
| № | Название   | Дата выпуска  | Oricon Weekly Singles Chart | Billboard Japan Hot 100 |               |
| - | ---------- | ------------- | --------------------------- | ----------------------- | ------------- |
| 1 | «Jane Doe» | 3 апреля 2013 | 2                           | 1                       |               |

### Синглы с AKB48
AKB48
- Sakura no Hanabiratachi (яп. 桜の花びらたち)
- Skirt, Hirari (яп. スカート、ひらり)
- Aitakatta (яп. 会いたかった)
- Seifuku ga Jama wo Suru (яп. 制服が邪魔をする)
- Keibetsu Shiteita Aijou (яп. 軽蔑していた愛情)
- BINGO!
- Boku no Taiyou (яп. 僕の太陽)
- Yuuhi wo Miteiru ka? (яп. 夕陽を見ているか？)
- Romance, Irane (яп. ロマンス、イラネ)
- Sakura no Hanabiratachi 2008 (яп. 桜の花びらたち2008)
- Baby! Baby! Baby!
- Oogoe Diamond (яп. 大声ダイヤモンド)
- 10nen Zakura (яп. 10年桜)
- Namida Surprise! (яп. 涙サプライズ！)
- Iiwake Maybe (яп. 言い訳Maybe)
- RIVER
- Sakura no Shiori (яп. 桜の栞)
- Ponytail to Chouchou (яп. ポニーテールとシュシュ)
- Heavy Rotation (яп. ヘビーローテーション)
- Beginner (яп. )
- не участвовала в титульной песне сингла Chance no Junban (яп. チャンスの順番)
  - Yoyaku Shita Christmas (яп. 予約したクリスマス)
  - Kurumi to Dialogue (яп. 胡桃とダイアローグ)
- Sakura no Ki ni Narou (яп. 桜の木になろう?)
- Dareka no Tame ni ~What can I do for someone?~ (яп. 誰かのために ~What Can I Do for Someone?~)
- Everyday, Kachuusha (яп. Everyday、カチューシャ)

no3b
- Relax!
- Tane
- Kiss no Ryuusei
- LIE
- Kimi Shika
- Answer

## Фильмография

### Фильмы
| Год  |   | Русское название   | Оригинальное название              | Роль |
| ---- | - | ------------------ | ---------------------------------- | ---- |
| 2007 | ф | Суицидальная песня | Densen Uta (яп. 伝染歌 Дэнсэн ута) |      |

### Телевизионные сериалы
| Год  | Название            | Оригинальное название | Роль              |
| ---- | ------------------- | --------------------- | ----------------- |
| 2006 | Densha Otoko Deluxe | 電車男デラックス      | в роли самой себя |
| 2007 | Joshi Deka!         | ジョシデカ！          |                   |
| 2008 | Saitosan            | 斉藤さん              | Ними Кэй          |
| 2008 | Mendol              | メン☆ドル             | Кавати Нами       |
| 2008 | Morimuraseiichi     | 森村誠一の棟居刑事    | Мидзука Нацуки    |
| 2010 | Majisuka Gakuen     | マジすか学園          | в роли себя самой |